# Antioxenus
Antioxenus es un género de coleópteros de la familia Anthribidae.

## Especies
Contiene las siguientes especies:
- Antioxenus bennigseni Jordan, 1924